# Vicente Guillot Fabián
Vicente Guillot Fabián (Aldaia, l'Horta Oest, 15 de juliol de 1941) és un exfutbolista valencià. Jugava d'extrem i quasi tota la seua carrera va transcórrer al València CF. Va ser internacional amb la selecció espanyola.

## Biografia
Després de passar dos anys al CE Mestalla, filial de l'equip valencianista, el debut de Guillot en el primer planter de l'equip merengot es va produir durant una gira de pretemporada que l'equip va realitzar per diversos països d'Europa. Tan bon rendiment va oferir que l'entrenador va decidir donar-li l'oportunitat de debutar oficialment amb el primer equip.
En les vuit temporades en el primer planter valencianista, Guillot va ser un autèntic ídol, arribant a dividir l'afició en dos grans blocs, els waldistes, partidaris del davanter brasiler Waldo Machado, i els seus partidaris, coneguts com a guillotistes. Això no obstant, eren de característiques tan diferents que van formar una societat letal per als contraris.
Guillot era un jugador menut, ràpid, amb gran esprint i regat i capaç tant del millor com del pitjor a causa de la seua gran irregularitat. Aquesta va ser una època daurada del València CF, aconseguint dues Copes de Fires i una Copa del Rei.
Amb l'arribada de la dècada de 1970, l'arribada d'Alfredo Di Stéfano al càrrec d'entrenador del València CF va suposar la sortida de l'equip tant de Guillot com de Waldo, en una decisió que va ser molt criticada per l'afició. Aleshores, Guillot va fitxar per l'Elx CF, equip en el qual va disputar una temporada més a un nivell no gaire alt.

### Internacional
Va ser internacional amb la selecció espanyola en un total de sis partits, marcant quatre gols. Va debutar l'1 de novembre de 1962 front a Romania a Madrid.

## Clubs
- València CF - 1961-1970 - Primera divisió: 152 partits i 51 gols
- Elx CF - 1970-1971 - Primera divisió: 14 partits i 2 gols

## Palmarès

### Títols estatals
- 1 Copa del Rei - València CF – 1967

### Títols internacionals
- 2 Copes de Fires - València CF - 1962 i 1963